# PlayStation Online
PlayStation Online is het gaming-netwerk van de PlayStation 2 en PlayStation Portable waarin de gebruiker online over de hele wereld kan spelen. Spelers kunnen hiermee online gamen als ze over een input voor een netwerkkabel beschikken. De kleinere versie van de PlayStation 2 (de Slim-versie) heeft een ingebouwde netwerkkabel, voor de originele PS2 moet een netwerkadapter aangeschaft worden. Voor sommige spellen is een registratie vereist, zoals SOCOM en Ratchet & Clank 3. Andere spellen, zoals die uit de Battlefield-serie en de FIFA-serie, kunnen online met een EA-account.
PlayStation Network vervangt deze online-functie voor PlayStation 3, PlayStation 4 en PlayStation Vita.